# Loco por Anita
Hollywood or Bust (en España y en Latinoamérica, Loco por Anita) es una película estadounidense de 1956, del género de comedia, dirigida por Frank Tashlin y conocida por ser la última película en la que intervinieron Jerry Lewis y Dean Martin como dúo.

## Argumento
Dos hombres ganan un flamante coche rojo, Steve quiere venderlo para pagar sus deudas de juego, Malcolm quiere ir a Hollywood para conocer a la estrella Anita Ekberg. Finalmente emprenden el viaje... 

## Reparto
- Dean Martin - Steve Wiley
- Jerry Lewis - Malcolm Smith
- Pat Crowley - Terry Roberts
- 'Slapsie Maxie' 
Rosenbloom - Bookie Benny
- Anita Ekberg - Ella Misma

## Otros créditos
- Color: Technicolor
- Sonido: Western Electric Recording
- Sonido: Gene Garvin y Hugo Grenzbach
- Director de segunda unidad: William Watson
- Asistente de dirección: James A. Rosenberger
- Dirección artística: Henry Bumstead y Hal Pereira
- Decorados: Fay Babcock y Sam Comer
- Coreografía: Charles O'Curran (Creador de los números musicales)